# Компутовое войско
Компутовое войско (пол. Wojsko komputowe) — тип регулярной армии, содержащейся за счёт Речи Посполитой в XVII—XVIII веках.

## Происхождение
До середины XVII века польские войска были разделены на регулярную армию (постоянную) — Кварцяное войско, и дополнительные, создаваемые по мере необходимости (пол. wojsko komputowe, wojsko suplementowe). В 1652 году это разделение было прекращено, и все рода были объединены в компутовое войско.
Термин имеет латинскую этимологию, компутовое произошло от лат. computatio — счёт, расчёт, и старопольского komput — перепись, реестр армии.

## Особенности
В отличие от кварцяного войска, которое было независимо от сейма, компуты (количество коней и пехотинцев, и соответственно необходимые на их содержание финансы) определялись сеймом, причем отдельно для Короны Королевства Польского (Короны) и отдельно для Великого княжества Литовского. Однако, несмотря на это, количество солдат в компутовом войске неизвестно, так как, зачастую, новые рекруты оплачивались непосредственно из кошелька гетмана. В основном компуты состояли из жолнёров (жалонёров) и иностранных наёмников.
В мирное время компутовое войско Речи Посполитой насчитывало около 12000 человек для Короны и 6000 для Великого княжества Литовского. Во время войны число солдат доходило до от 24000 до 40000 для Короны и 8000 — 22000 для Литвы. Что примечательно, практически всегда численность коронной компуты, как основы армии Речи Посполитой, превосходила литовскую компуту в 1,5 — 2,5 раза
(так, в 1655 году коронная армия насчитывала 18300 коней и порций, а литовская всего 12000, а в 1683 году, когда Ян III Собеский собирался в поход на помощь осаждённой Вене, сейм выделил средства на содержание 36000 солдат короне и 12000 в Литве).
После Немого сейма 1717 года, когда Речь Посполитая попала под давление Русского царства, количество солдат армии компутовой было сокращено до 18000 для Короны и 6200 для Литвы. Такой контроль над численностью армии Речи Посполитой существовал вплоть до Конституции 3 мая, принятой в 1791 году.